# کوه کلتی
کوه کلتی (به فرانسوی: Djebel Kelti) یک کوه در مراکش است که در مراکش واقع شده‌است. کوه کلتی ۱٬۹۲۶ متر بالاتر از سطح دریا واقع شده‌است.